# Kurmuhčaj
Kurmuhčaj (azerski: Kürmükçay, ruski: Курмухчай) je rijeka u Azerbajdžanu. Duga je 55 km. Površina porječja iznosi 562 km2. Prosječni istjek iznosi 10,7 m3/s. Nastaje na južnoj padini Velikog Kavkaza spajanjem rijeka Hamamčaj i Kunahansu, na azerbajdžansko-ruskoj granici. Lijeva je pritoka rijeke Alazani.